# 热水镇 (汝城县)
热水镇，是中华人民共和国湖南省郴州市汝城县下辖的一个乡镇级行政单位。

## 行政区划
热水镇下辖以下地区：
热水村、邓家洞村、长塘村、大水山村、桃金洞村、鱼王村、东江水村、高滩村、黄家洞村、黄石村、星火村和横瑞村。